# HMS Gloucester (1654)
HMS Gloucester — 50-гарматне судно третього рангу класу Speaker. Спершу побудоване для флоту Англійської республіки в 1650-х роках і прийняте Королівським флотом після Реставрації монархії у 1660 році. Корабель брав участь у багатьох битвах під час англо-іспанської війни (1654–60), а також Другої та Третьої англо-голландських воєн.
Gloucester зазнав аварії в 1682 році на піщаній косі біля Норфолка, перевозячи герцога Йоркського (майбутнього Якова II). Затонулий корабель виявлений в 2007 році, хоча про відкриття оприлюднено лише в 2022 році, затримка була зроблена для того, щоб забезпечити охоронюване дослідження місця, яке знаходиться в міжнародних водах.

## Опис
Корабель мав довжину по палубі 35,7 метрів, ширину 10,6 м та осадку 4,1 м. Водотоннажність судна становила 75511⁄94 корабельних тонн. Спочатку вміщав 50 гармат, у 1667 році він мав 57 гармат (19 півгармат, 4 кулеврини та 34 півкульверини). У 1677 році число було збільшено до 60 гармат. Екіпаж корабля складався з 210—340 офіцерів і рядового складу.

## Будівництво
Gloucester був першим кораблем названим на честь портового міста Глостер. Корабель було замовлено в грудні 1652 року. Судно побудоване в Лаймгаусі в Східному Лондоні під керівництвом майстра-корабельника Метью Грейвса і було спущене на воду в березні 1653 року. Вартість будівництва — £ 5473.

## Служба
Битви, в яких брав участь HMS Gloucester:
- 1666: Чотириденна битва, Орфорднесс
- 1672: Битва біля Солебею
- 1673: Битва під Шуневелдом

## Аварія

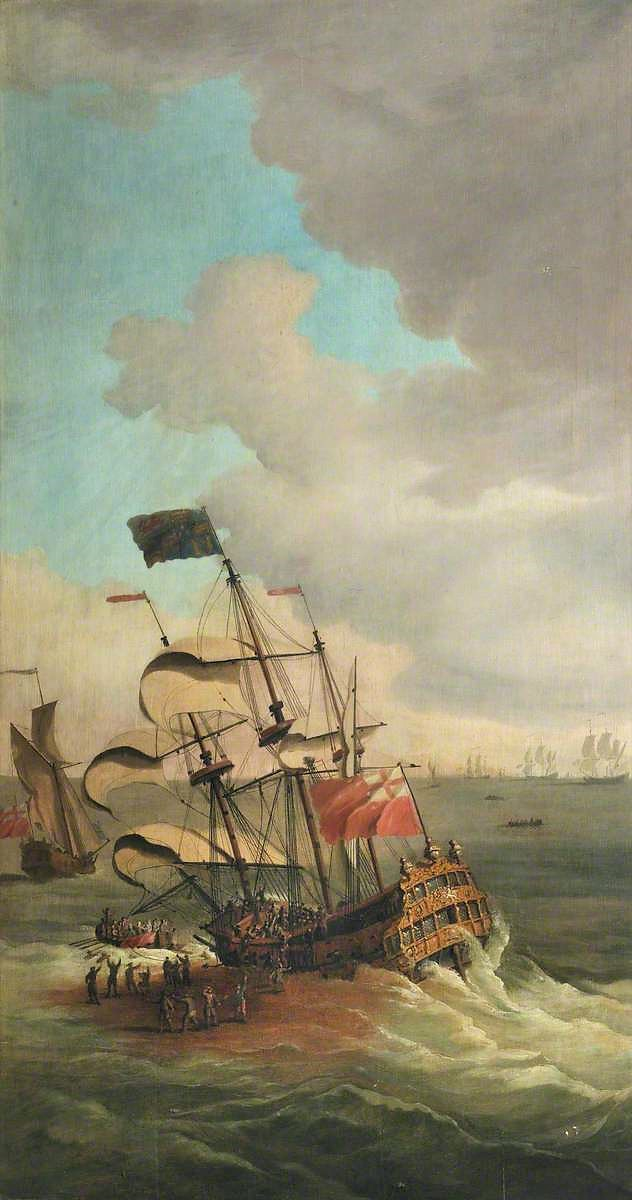
Затонулий Gloucester біля Ярмута, 6 травня 1682 р., автор Монамі Свейн

У 1682 році судну було доручено перевезти Джеймса Стюарта, герцога Йоркського (майбутнього короля Якова II) з Портсмута до Единбурга. Метою поїздки було дозволити герцогу вести справи в парламенті Шотландії та забрати свою вагітну дружину Марію Моденську з Шотландії, щоб вона могла народити дитину в Англії. Приблизно о 05:30 6 травня 1682 року Глостер натрапив на піщану мілину біля Грейт-Ярмута, Норфолк. Під час сильного східного шторму судно вдарялося до дна, аж поки кермо не зламалося, і корабель не отримав пробоїну.
Герцог Йоркський і Джон Черчилль (майбутній герцог Мальборо) врятувалися в човні. Стверджується, що герцог Йоркський чекав до останньої хвилини, щоб евакуюватися, оскільки спочатку він не вірив, що корабель буде втрачено. Згідно з етикетом, ніхто не міг залишити корабель, поки на борту був член королівської сім'ї, тому непоступливість Джеймса затримала початок евакуації. Човнам супроводжуючих кораблів вдалося врятувати частину екіпажу, але приблизно від 120 до 250 моряків та пасажирів загинули. Серед жертв були Роберт Кер, 3-й граф Роксбург, Доно О'Браєн, лорд Ібракен і сер Джон Гоуп з Гопетуна.
Після цього герцог заперечив будь-яку відповідальність за загибель людей, натомість звинувативши капітана корабля Джеймса Айреса. Пізніше герцога звинуватили в тому, що він «особливо піклувався про свій сейф, своїх собак і своїх священиків, тоді як Джордж Легге з оголеним мечем не пускав інших пасажирів».

## Відкриття затонулого судна
Корабельна аварія в міжнародних водах за 45 км від берега, був відкритий дайверами в 2007 році. Вони знайшли гармату Королівського флоту, глечик Белларміна та чайну ложку Деніела Бартона, датовану 1674 роком, що виключило можливість того, що це HMS Kent, єдиний інший корабель Королівського флоту того періоду, який зазнав аварії в цьому районі. Також була знайдена пляшка вишуканого бордового вина з емблемою Sun Tavern. Оскільки власник таверни «Sun Tavern» також відповідав за забезпечення військово-морського флоту, це ще більше припускало, що корабель належав Королівського флоту. У червні 2022 року на прес-конференції для оприлюднення знахідки корабля Клер Джовітт з Університету Східної Англії сказала, що «це можна назвати єдиним найважливішим історичним морським відкриттям з моменту підйому „Мері Роуз“ у 1982 році». Ідентичність затонулого корабля була додатково підтверджена, коликорабельний дзвін із написом «1681», рік його відливання, був знайдений разом із пляшкою вина з печаткою сімейного герба Легге, одним із пасажирів якого був Джордж Легге. Серед інших знайдених предметів — «одяг, взуття, навігаційне обладнання, особисті речі та невідкриті пляшки вина». Були знайдені деякі кістки тварин, але жодних останків людини.